# Elmdale (Minnesota)
Elmdale es una ciudad ubicada en el condado de Morrison en el estado estadounidense de Minnesota. En el Censo de 2010 tenía una población de 116 habitantes y una densidad poblacional de 13,08 personas por km².

## Geografía
Elmdale se encuentra ubicada en las coordenadas 45°50′3″N 94°29′39″O / 45.83417, -94.49417. Según la Oficina del Censo de los Estados Unidos, Elmdale tiene una superficie total de 8.87 km², de la cual 8.87 km² corresponden a tierra firme y (0%) 0 km² es agua.

## Demografía
Según el censo de 2010, había 116 personas residiendo en Elmdale. La densidad de población era de 13,08 hab./km². De los 116 habitantes, Elmdale estaba compuesto por el 100% blancos, el 0% eran afroamericanos, el 0% eran amerindios, el 0% eran asiáticos, el 0% eran isleños del Pacífico, el 0% eran de otras razas y el 0% pertenecían a dos o más razas. Del total de la población el 0.86% eran hispanos o latinos de cualquier raza.